# Rip Taylor
Rip Taylor, született Charles Elmer Taylor (Washington, 1931. január 13. – Los Angeles, Kalifornia, 2019. október 6.) amerikai színész.

## Filmjei
Mozifilmek
- I’d Rather Be Rich (1964)
- Chatterbox! (1977)
- The Happy Hooker Goes to Washington (1977)
- The Gong Show Movie (1980)
- Kacsamesék: Az elveszett lámpa kincse (DuckTales the Movie: Treasure of the Lost Lamp) (1990, hang)
- Tom és Jerry – A mozifilm (Tom and Jerry: The Movie) (1992, hang)
- Reszkessetek, betörők! 2. – Elveszve New Yorkban (Home Alone 2: Lost in New York) (1992)
- Tisztességtelen ajánlat (Indecent Proposal) (1993)
- Wayne világa 2. (Wayne's World 2) (1993)
- A báránysültek hallgatnak (Il silenzio dei prosciutti) (1994)
- The Boys Behind the Desk (2000)
- Alex és Emma – Regény az életünk (Alex & Emma) (2003)
- Scooby-Doo és a mexikói szörny (Scooby-Doo! and the Monster of Mexico) (2003, hang)
- Hazárd megye lordjai (The Dukes of Hazzard) (2005)
- Silent But Deadly (2012)

Tv-filmek
- Scooby-Doo Hollywoodba megy (Scooby-Doo Goes Hollywood) (1979, hang)
- The Gossip Columnist (1980)
- Frédi és Béni: Karácsonyi harácsoló (A Flintstones Christmas Carol) (1994, hang)

Tv-sorozatok
- The Monkees (1967–1968, két epizódban)
- The Beautiful Phyllis Diller Show (1968, egy epizódban)
- Here Comes the Grump (1969, hang, egy epizódban)
- Sigmund and the Sea Monsters (1973–1974, 13 epizódban)
- The Brady Bunch Variety Hour (1977, nyolc epizódban)
- The Comedy Shop (1980, egy epizódban)
- Down to Earth (1984)
- Kids Incorporated (1984, egy epizódban)
- Pryor’s Place (1984, egy epizódban)
- A Jetson család (The Jetsons) (1984, hang, egy epizódban)
- The Charmings (1987, egy epizódban)
- Popeye and Son (1987, hang, 13 epizódban)
- Snorks (1987–1988, hang, két epizódban)
- Santa Barbara (1989, két epizódban)
- The Ben Stiller Show (1992, egy epizódban)
- Johnny Bago (1993, egy epizódban)
- Garfield és barátai (Garfield and Friends) (1993, két epizódban)
- The Addams Family (1992–1993, hang, 21 epizódban)
- Gézengúz hiúz (Bonkers) (1993, hang, egy epizódban)
- The Naked Truth (1995, egy epizódban)
- Whatever Happened to Robot Jones? (2002, hang, egy epizódban)
- Mizújs, Scooby-Doo? (What's New, Scooby-Doo?) (2002, hang, egy epizódban)
- Life with Bonnie (2002–2003, négy epizódban)
- Szuper robotmajom csapat akcióban! (Super Robot Monkey Team Hyperforce Go!) (2005, hang, egy epizódban)
- Juniper Lee (2005, hang, egy epizódban)
- Zack és Cody élete (The Suite Life of Zack & Cody) (2006, egy epizódban)
- Billy és Mandy kalandjai a Kaszással (Grim & Evil) (2007, hang, egy epizódban)
- Király suli (The Emperor's New School) (2006–2008, hang, 17 epizódban)
- The Aquabats! Super Show! (2012, hang, egy epizódban)